# Крюков Артем Анатолійович
Артем Анатолійович Крюков (рос. Артем Анатольевич Крюков; 5 березня 1982, м. Новосибірськ, СРСР) — російський хокеїст, центральний нападник. Виступає за «Сибір» (Новосибірськ) у Континентальній хокейній лізі.  
Вихованець хокейної школи «Сибір» (Новосибірськ). Виступав за «Торпедо»/«Локомотив» (Ярославль), «Сибір» (Новосибірськ), «Витязь» (Чехов), СКА (Санкт-Петербург), ХК «Рязань». 
Досягнення
- Чемпіон Росії (2002), бронзовий призер (2005)
- Володар Кубка Шпенглера (2010).